# Hayley Lewis
Hayley Jane Lewis, född 2 mars 1974 i Brisbane, är en australisk före detta simmare.
Lewis blev olympisk silvermedaljör på 800 meter frisim vid sommarspelen 1992 i Barcelona.